# 세바스티안 포스솔레보그
세바스티안 포스솔레보그(노르웨이어: Sebastian Foss-Solevåg, 1991년 7월 13일~)는 노르웨이의 알파인 스키 선수이다. 올림픽에 3회 참가했으며 2018년 동계 올림픽 단체전 동메달과 2022년 동계 올림픽 남자 회전 동메달을 획득했다.